# Презенцано
Презенца̀но (на италиански: Presenzano; на неаполитански: Presenzan', Презенцанъ) е село и община в Южна Италия, провинция Казерта, регион Кампания. Разположено е на 272 m надморска височина. Населението на общината е 1773 души (към 2010 г.).